# Javier Eduardo López
Javier Eduardo López Ramírez (* 17. September 1994 in Torreón, Coahuila) ist ein mexikanischer Fußballspieler, der vorwiegend im offensiven Mittelfeld eingesetzt wird und während seiner gesamten Laufbahn bisher beim Club Deportivo Guadalajara unter Vertrag stand.

## Laufbahn
Javier López steht seit der Saison 2010/11 bei Chivas Guadalajara unter Vertrag und spielte zunächst für dessen U-17- und U-20-Nachwuchsmannschaften.
Seinen ersten Einsatz für die erste Mannschaft absolvierte er am 24. Februar 2013 beim 2:1-Sieg gegen den Club León in einem Ligaspiel der Saison 2012/13.
Mit Guadalajara gewann er zweimal den mexikanischen Pokalwettbewerb sowie je einmal den Meistertitel und die CONCACAF Champions League.
Anfang 2021 wurde López an den amerikanischen Verein San Jose Earthquakes ausgeliehen.

## Erfolge
- Mexikanischer Meister: Clausura 2017
- Mexikanischer Pokalsieger: Apertura 2015, Clausura 2017
- CONCACAF Champions League: 2018